# Jorge Ramos
Jorge Gilberto Ramos Ávalos (Cidade do México, 16 de março de 1958) é um jornalista e escritor norte-americano de origem mexicana. Em 2015, apareceu na lista de 100 pessoas mais influentes do ano pela Time.